# Мала ноћна музика (ТВ филм)
„Мала ноћна музика” је југословенски ТВ филм из 1965. године. Режирао га је Иван Хетрих а сценарио је написао Милан Гргић.

## Улоге
| Глумац                | Улога |
| --------------------- | ----- |
| Реља Башић            |       |
| Слободан Цица Перовић |       |
| Шпела Розин           |       |